# Fluoruro di iodio(I)
Il fluoruro di iodio(I) o monofluoruro di iodio è il composto binario interalogenico dello iodio con il fluoro, avente formula IF. In questo fluoruro lo iodio è nello stato di ossidazione +1. È una specie molto instabile che non è mai stata isolata con certezza, ma solo osservata e caratterizzata spettroscopicamente.

## Storia
Il primo a pubblicare notizie sul composto fu R. A. Durie che nel 1951 ne osservò lo spettro di emissione. Successivamente nel 1960 Schmeisser e Scharf attribuirono alla presenza di IF la colorazione marrone ottenuta introducendo fluoro in una soluzione di iodio in CCl3F a –78 ºC.

## Sintesi
Benché non si riesca ad isolarlo, IF si può ottenere facendo reagire iodio con IF3 in soluzione di CCl3F a –78 ºC:
{\displaystyle {\ce {I2 + IF3 -> 3 IF}}}
Una reazione alternativa è la reazione tra XeF2 e iodio.

## Proprietà e struttura
Il monofluoruro di iodio, pur essendo una sostanza termodinamicamente stabile rispetto agli elementi costitutivi (ΔHƒ° = -95,4 kJ/mol, ΔGƒ° = -117,6 kJ/mol), cineticamente è molto instabile e tende a disproporzionare a iodio molecolare e pentafluoruro di iodio, ed è quindi ottenibile solo in quantità molto piccole: a  –78 ºC è descritto come una polvere bianca, ma sopra a circa −14 °C la reazione di disproporzione è molto rapida:
{\displaystyle {\ce {5 IF -> 2 I2 + IF5}}}
Nella molecola I−F il legame singolo presente è quello più stabile tra i monofluoruri di alogeno (energia di legame di ≈ 277 kJ/mol) e, data la differenza di elettronegatività, è molto polarizzato (Iδ+—Fδ−), con la densità elettronica maggiormente addensata sull'atomo di fluoro: la carica parziale calcolata sull'atomo di iodio è piuttosto notevole, +0,567 e; parallelamente, la molecola presenta un notevole momento dipolare, μ = 1,948 D.
In fase gassosa diluita il fluoruro di iodio mostra una relativa moderata stabilità e questo ha consentito una sua parziale caratterizzazione spettroscopica. La spettroscopia rotazionale nella regione delle microonde ha permesso, tra l'altro, di ricavare la lunghezza del legame I−F, pari a 190,97 pm. Il parziale carattere ionico in un legame covalente tende normalmente a rafforzalo e quindi ad accorciarlo: la distanza attesa, data dalla somma dei raggi covalenti di I e F, è infatti maggiore, pari a (57+139) pm = 196 pm.
Il potenziale di ionizzazione di IF, pari a 10,54 eV, è maggiore di quello di I2 (9,307 eV).

## Applicazioni
Nonostante IF sia così instabile da poter essere difficilmente isolato, può essere utilizzato in reazioni di addizione ad alcheni generandolo in situ. Negli anni 80 del novecento furono fatte ricerche per utilizzarlo in apparecchiature laser.